# Херман Реп
Херман Реп (Штутгарт, 6. децембар 1908 - мај 1986)  био је немачко- амерички фудбалски одбрамбени играч који је био члан репрезентације САД на Светском првенству у фудбалу 1934. године.